# (8612) Burov
(8612) Burov (1978 SS7) – planetoida z grupy pasa głównego asteroid okrążająca Słońce w ciągu 3,62 lat w średniej odległości 2,36 au. Odkryta 26 września 1978 roku.